# Megaplymer
En megaplym är ett fenomen skapad av vulkanisk aktivitet. Megaplymer skapas endast ute till havs och uppstår när magma tränger upp till alldeles under ytan av havsbotten så att vattnet närmast botten värms upp till flera hundra grader. Det upphettade vattnet rusar uppåt och en plym av vatten slungas långt ovanför ytan.